# If I Were Sorry

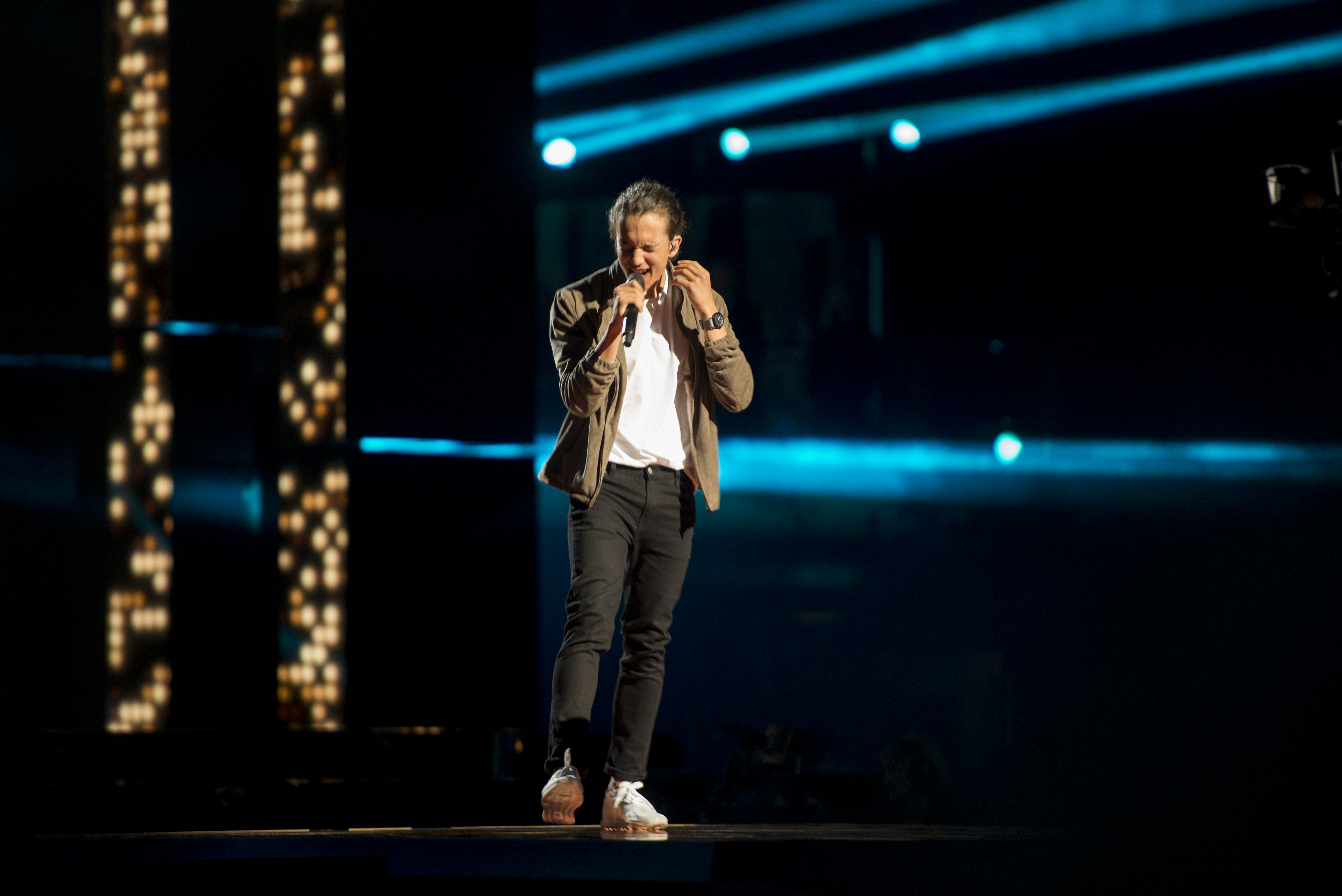
Frans framför "If I Were Sorry" under det första genrepet inför finalen av Eurovision Song Contest 2016.

If I Were Sorry är en låt framförd av sångaren Frans i Melodifestivalen 2016. Låten tog sig direkt till final där den senare vann med 156 poäng. Låten är skriven och producerad av Oscar Fogelström, Michael Saxell, Fredrik Andersson och Frans Jeppsson Wall. Låten placerades även på förstaplats på Sverigetopplistan. Låten vann Melodifestivalen och slutade på en femte plats i Eurovision Song Contest 2016. Till Grammisgalan 2017 var If I were Sorry nominerad för "Årets låt" vilket den även tog hem.

## Bakgrund
Frans blev även känd år 2006 då han sjöng låten "Who's da Man" tillsammans med gruppen Elias.

## Listplaceringar
| Lista (2016)                | Topplacering |
| --------------------------- | ------------ |
| Sverige (Sverigetopplistan) | 1            |